# A.G. Barr
A.G. Barr plc (Barr's) er en skotsk producent af læskedrikke, som er baseret i Cumbernauld og kendes for deres produktion af Irn-Bru. Den blev etableret i 1875 af Robert Barr i Falkirk.
De har bryggerier i Cumbernauld, Forfar og Milton Keynes.